# 鲁松 (约讷省)
鲁松（法語：Rousson，法語發音：[ʁusɔ̃]）是法国勃艮第-弗朗什-孔泰大区约讷省的一个市镇，属于桑斯区。

## 地理
鲁松（48°5'41"N, 3°15'46"E）面积5.62 平方千米，位于法国勃艮第-弗朗什-孔泰大區约讷省，该省份为法国中北部内陆省份，西接卢瓦雷省，西北接塞纳-马恩省，南至涅夫勒省，东临科多尔省，东北与奥布省接壤。
与鲁松接壤的市镇（或旧市镇、城区）包括：马尔桑日、比西勒勒波、绍莫、约讷河畔新城。

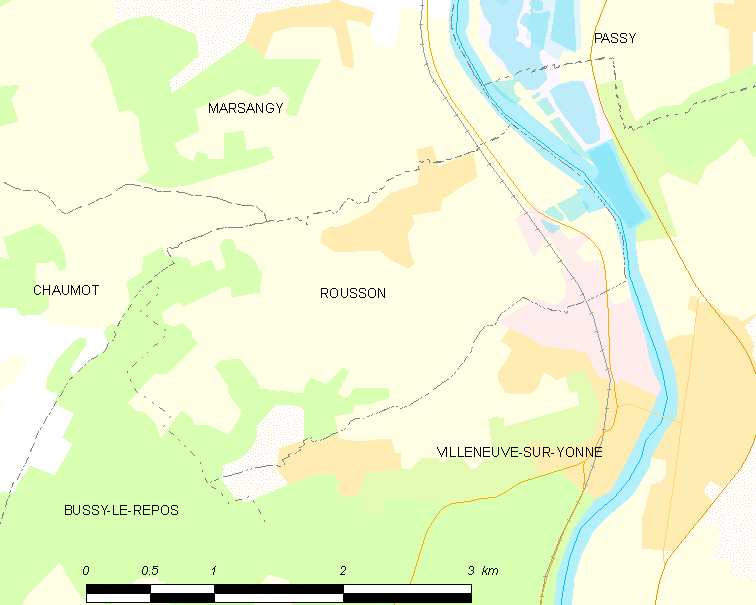
的OSM定位图

鲁松的时区为UTC+01:00、UTC+02:00（夏令时）。

## 行政
鲁松的邮政编码为89500，INSEE市镇编码为89327。

## 政治
鲁松所属的省级选区为约讷河畔新城县。

## 人口

1962-2008年间人口变化图示

鲁松于2022年1月1日时的人口数量为386人。